# Auguste Sabatier (Theologe)

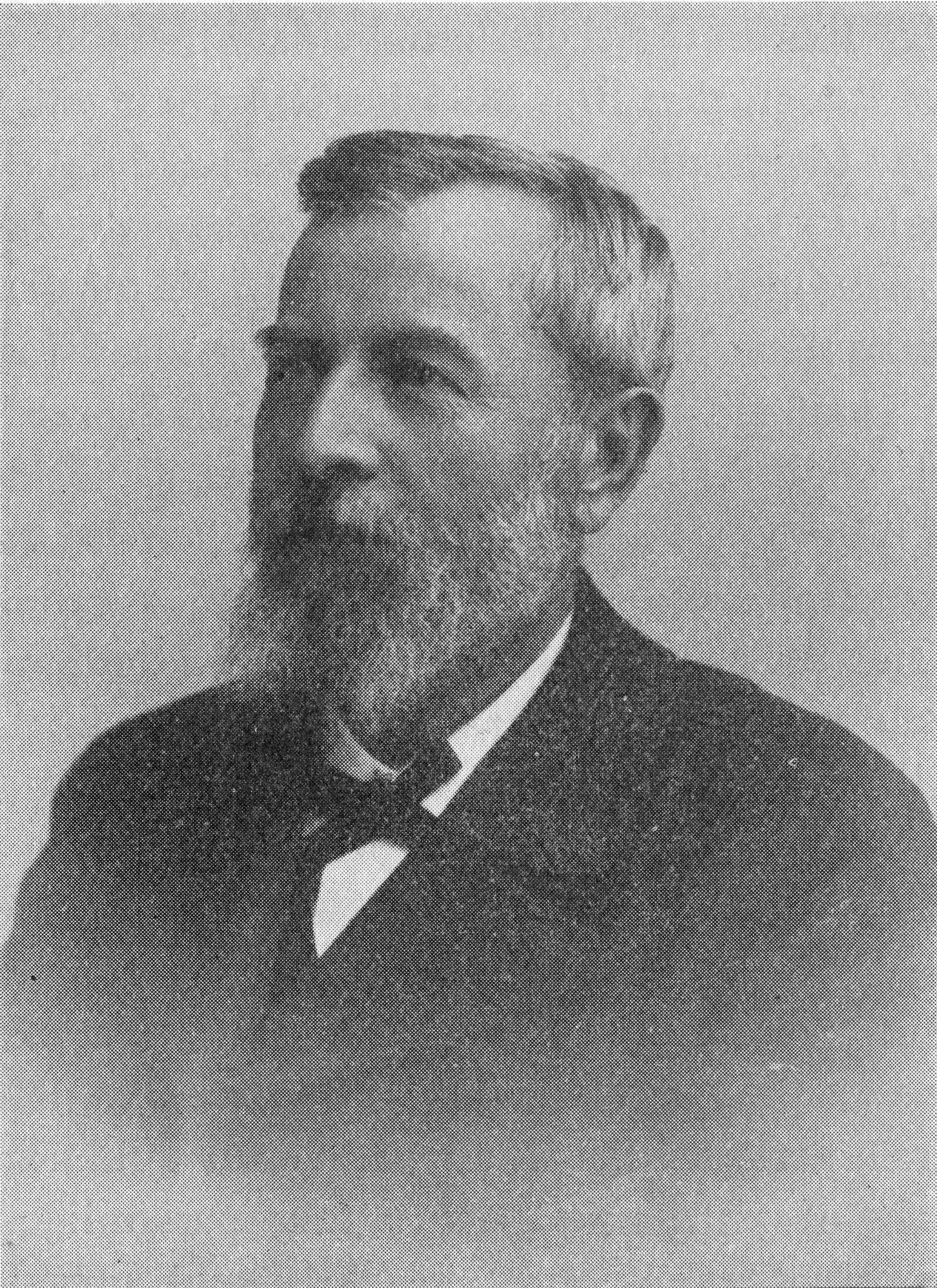
Louis Auguste Sabatier

Louis Auguste Sabatier (* 22. Oktober 1839 in Vallon-Pont-d’Arc (Département Ardèche); † 12. April 1901 in Straßburg) war ein französischer Religionswissenschaftler, französisch-reformierter Theologe, Autor und Hochschullehrer für reformierte Dogmatik und neutestamentliche Textforschung.

## Leben und Wirken
Sabatiers Eltern, der Kaufmann Pierre Auguste Sabatier (1811–1863) und Marie geborene Lichière (1813–1885), waren vom Réveil geprägt. Nach der Ausbildung an der Privatschule von Jacques Étienne Olivier in Ganges (Département Hérault) studierte Sabatier ab November 1858 an der protestantischen theologischen Fakultät von Montauban (Académie de Montauban et de Puylaurens) sowie, von 1863 bis 1864, an den Universitäten Tübingen und Heidelberg. Hier hörte er unter anderem auch Richard Rothe.
Nachdem er ab 1864 Pastor in Aubenas im Département Ardèche gewesen war, wurde er 1868 zum Professor für reformierte Dogmatik an der protestantischen theologischen Fakultät an der Universität Straßburg ernannt. 1870 wurde er mit seiner Arbeit über Paulus von Tarsus L’apôtre Paul, une histoire de sa pensée promoviert. Seine französischen Sympathien während des Deutsch-Französischen Krieges von 1870 führten im Jahre 1872 zu seiner Vertreibung aus Straßburg.
Nach fünfjähriger Anstrengung gelang es ihm dann, zusammen mit Eugène Ménégoz, in Paris eine protestantische Theologische Fakultät zu gründen (die heutige Faculté de théologie protestante de Paris, die damals an die Sorbonne angegliedert war). Er war dort Professor und ab 1895 auch Dekan. Sein Nachfolger wurde 1902 Edmond Stapfer.
Sabatier gilt zusammen mit Ménégoz als Vordenker des „Symbolfideismus“ der ‚Pariser Schule‘. 1886 wurde er zusätzlich Studiendirektor an der neu gegründeten Abteilung für Religionswissenschaft der École pratique des hautes études.
Am 7. August 1866 heiratete er in Nyon die aus der Schweiz stammende Marie Élisa geborene Versel (1840–1869). Aus der Verbindung ging ein Sohn Louis Jules Auguste Sabatier hervor, der 1868 kurz nach der Geburt verstarb. Nach dem Tod seiner ersten Ehefrau heiratete er am 21. September 1875 in Rouen Frankline geborene Grout (1842–1882). Sie hatten drei Kinder, einen Sohn Jean Émile Sabatier (1878–1914) und zwei Töchter, Anne Marguerite Sabatier (1880–1979), spätere Marguerite Chevalley, eine Übersetzerin (und Mutter des Mathematikers Claude Chevalley), und Lucie Sabatier (1882–1979), spätere Lucie Chevalley.
Sabatier war gewissermaßen ein Schüler von Alexandre Vinet. Auch den Überlegungen von Friedrich Schleiermacher und Albrecht Ritschl war er verpflichtet und brachte sie in die theologische Diskussion in Frankreich ein. Er wandte die Methoden der historisch-kritischen Methode auf das Neue Testament an und übte insbesondere durch seine Interpretation des christlichen Dogmas als Symbolik (Symbolisme critique) religiöser Gefühle einen tiefgreifenden Einfluss nicht nur auf den französischen Protestantismus aus. Zu seinen Schülern gehört auch Nathan Söderblom, der 1901 in Paris seine Dissertation über den Mazdaismus vorlegte. Sabatier wirkte, zum Teil auch anonym, in verschiedenen Zeitungen mit, zum Beispiel seit 1873 beim Journal de Genève, seit 1882 bei Le Temps sowie bei der Revue Chrétienne.
Eine Auswahl seiner Artikel, die er von 1896 bis 1899 im Journal de Genève publizierte, wurde später unter dem Titel Lettres du dimanche (Revue Chrétienne, Paris, 1900) gesammelt.
Sabatier war Chevalier und seit 1897 Offizier der Ehrenlegion.
Sabatier nahm 1897 an dem am 2. September beginnenden ersten internationalen Religionswissenschaftlichen Kongress (Conférence faite au congrès des sciences religieuses de Stockholm) in Stockholm teil und hielt seinen Vortrag (deutsch) „Die Religion und die moderne Kultur“. Der Vortrag bzw. Aufsatz von Sabatier erschien zunächst in französischer und deutscher Sprache.

## Antidogmatische Theologie
Sabatier differenzierte zwischen dem moralischen Wesen des Christentums, das im Gewissen seinen Ausdruck findet, und der christlichen Expression in den Dogmen, welche den historischen Veränderungen unterliegen und nicht deckungsgleich zu den inneren Empfindungen des Menschen seien. Hierin zeigen sich Parallelen zur Denkungsart von Adolf von Harnack, beide kamen zu ähnlichen Schlüssen. Obgleich Sabatier die Leistungen von Harnacks anerkannte und würdigte, dass er Pionierarbeit geleistet habe, fand er auch kritische Einwände. So unterschied sich das Konzept von Sabatier von dem von Harnack. Während für von Harnack die Dogmen der Kirche nur mehr historischen Wert hatten, ging Sabatier einen Schritt weiter, indem er im verstandesmäßigen Element des Dogmas nur den symbolischen Ausdruck der religiösen Erfahrung sah. Sabatier war als ein Anhänger der liberalen Theologie bemüht, die Gräben zwischen der reformierten Orthodoxie (Calvinismus) und einem theologischen Liberalismus zu verbinden, er knüpfte zum einen an Schleiermacher sowie an dessen Schüler Alexander Schweizer und den Neukantianismus, namentlich in den Ausführungen von Richard Adelbert Lipsius, an. Weil eine Metaphysik des Transzendenten unmöglich sei, sind unsere religiösen Begriffe notwendig ihrem Gegenstand hin inadäquat somit bloße Symbole.

## Schriften (Auswahl)
- Mémoire sur la notion hébraïque de l’Esprit (1879)
- Essai sur les sources de la vie de Jésus. Les trois premiers Évangiles et le quatrième (1866; Volltext im Internet Archive)
- L’Apôtre Paul (1870) (3e éd. 1896; Volltext im Internet Archive; in Englisch)
- mit Frank Puaux: Études sur la révocation de l’édit de Nantes. Grassart, Paris 1886
- Les Origines littéraires de l’Apocalypse (1888)
- De la vie intime des dogmes et de leur puissance d’évolution (1890)
- L’Évangile de Pierre et les évangiles canoniques (1893; Volltext im Internet Archive)
- Religion et culture moderne (1897)
- Évolution historique de la doctrine du salut (1903)
- Esquisse d’une philosophie de la religion d’après la psychologie et l’histoire (1897; Volltext auf Gallica)
- Les Religions d’autorité et religion de l’esprit (1904, postum; Volltext in Englisch im Internet Archive)
- Lettres du dimanche (1900), wöchentlich publiziert im Journal de Genève
- L’Essai d’une théorie critique de la connaissance religieuse (1893)
  - Theologische Erkenntnistheorie. Übersetzt von August Baur[17]. Mohr, Tübingen 1896
- La doctrine de l’expiation et son évolution historique. Librairie Fischbacher, Paris 1903